# Tower Bridge

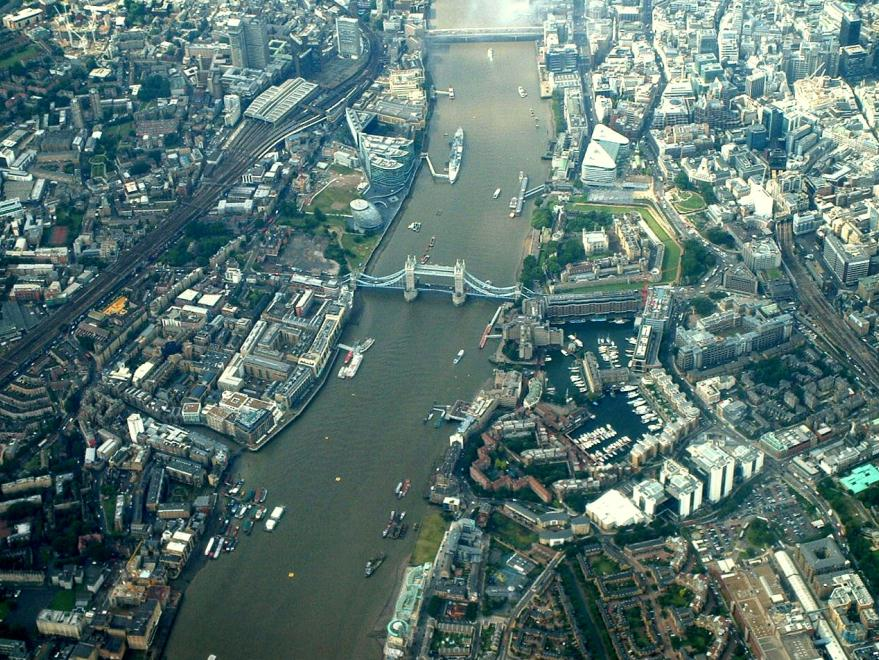
Bron från luften.

Tower Bridge är en klaffbro över floden Themsen i London, Storbritannien. Den byggdes i slutet av 1800-talet.
Tower Bridge kompletterade London Bridge på grund av Londons utbyggnad österut. Den är en av världens mest kända broar.
1886 började man gjuta grunden till den nya bron (tornen) och den 30 juni 1894, efter åtta års byggande, hölls det kungliga öppnandet. 
I början drevs klaffarna av ångmaskiner, men de är nu eldrivna. Nedre delen av bron är uppfällbar för passerande båtar. Nuförtiden sker broöppning bara någon eller några gånger i veckan eftersom de högmastade segelfartygens tid är förbi och alla stora fraktfartyg numera lägger till några mil utanför London. Högst upp mellan de två tornen går en gångbana. I tornen arrangeras utställningar och i ena tornet finns ett museum för ångmaskiner. Idag är Tower Bridge ett av Londons främsta turistmål.
Tower Bridge är 244 meter lång, 18 meter bred, 65 meter hög och väger cirka 11 000 ton.
Bron ägs, finansieras och förvaltas av "the City of London Corporation".